# IA5STRING
IA5String是ASN.1表示法中的受限字符串类型，用于表示 ISO 646（IA5）字符。
根据X.680，整个字符集正好包含128个字符。
这些字符相当于ASCII的前128个字符。